# Municipio de Newton (condado de Miami)
El municipio de Newton (en inglés: Newton Township) es un municipio ubicado en el condado de Miami en el estado estadounidense de Ohio. En el año 2010 tenía una población de 3399 habitantes y una densidad poblacional de 31,18 personas por km².

## Geografía
El municipio de Newton se encuentra ubicado en las coordenadas 40°2′38″N 84°21′20″O / 40.04389, -84.35556. Según la Oficina del Censo de los Estados Unidos, el municipio tiene una superficie total de 109.01 km², de la cual 108,08 km² corresponden a tierra firme y (0,85 %) 0,93 km² es agua.

## Demografía
Según el censo de 2010, había 3399 personas residiendo en el municipio de Newton. La densidad de población era de 31,18 hab./km². De los 3399 habitantes, el municipio de Newton estaba compuesto por el 97,47 % blancos, el 0,85 % eran afroamericanos, el 0,21 % eran amerindios, el 0,41 % eran asiáticos, el 0,32 % eran de otras razas y el 0,74 % eran de una mezcla de razas. Del total de la población el 1,21 % eran hispanos o latinos de cualquier raza.